# Bosques de Matilde
Bosques de Matilde es una localidad de México localizada en el municipio de Zempoala en el estado de Hidalgo. La localidad se encuentra conurbada a la ciudad de Pachuca de Soto.

## Geografía
Se encuentra en la región geográfica de la Cuenca de México (Valle de Tizayuca), le corresponden las coordenadas geográficas 20° 01’ 29.930” de latitud norte y 98° 46’ 46.461” de longitud oeste, con una altitud de 2337 m s. n. m. En cuanto a fisiografía se encuentra en la provincia del Eje Neovolcánico, dentro de la subprovincia de Lagos y Volcanes de Anáhuac; su terreno es de llanura. En lo que respecta a la hidrografía se encuentra posicionado en la región del Pánuco, dentro de la cuenca del río Moctezuma, y dentro de las subcuenca del río Tezontepec. Cuenta con un clima semiseco templado.

## Demografía
En 2020 registró una población de 636 personas, lo que corresponde al 1.10 % de la población municipal. De los cuales 308 son hombres y 328 son mujeres.